# Hervanta

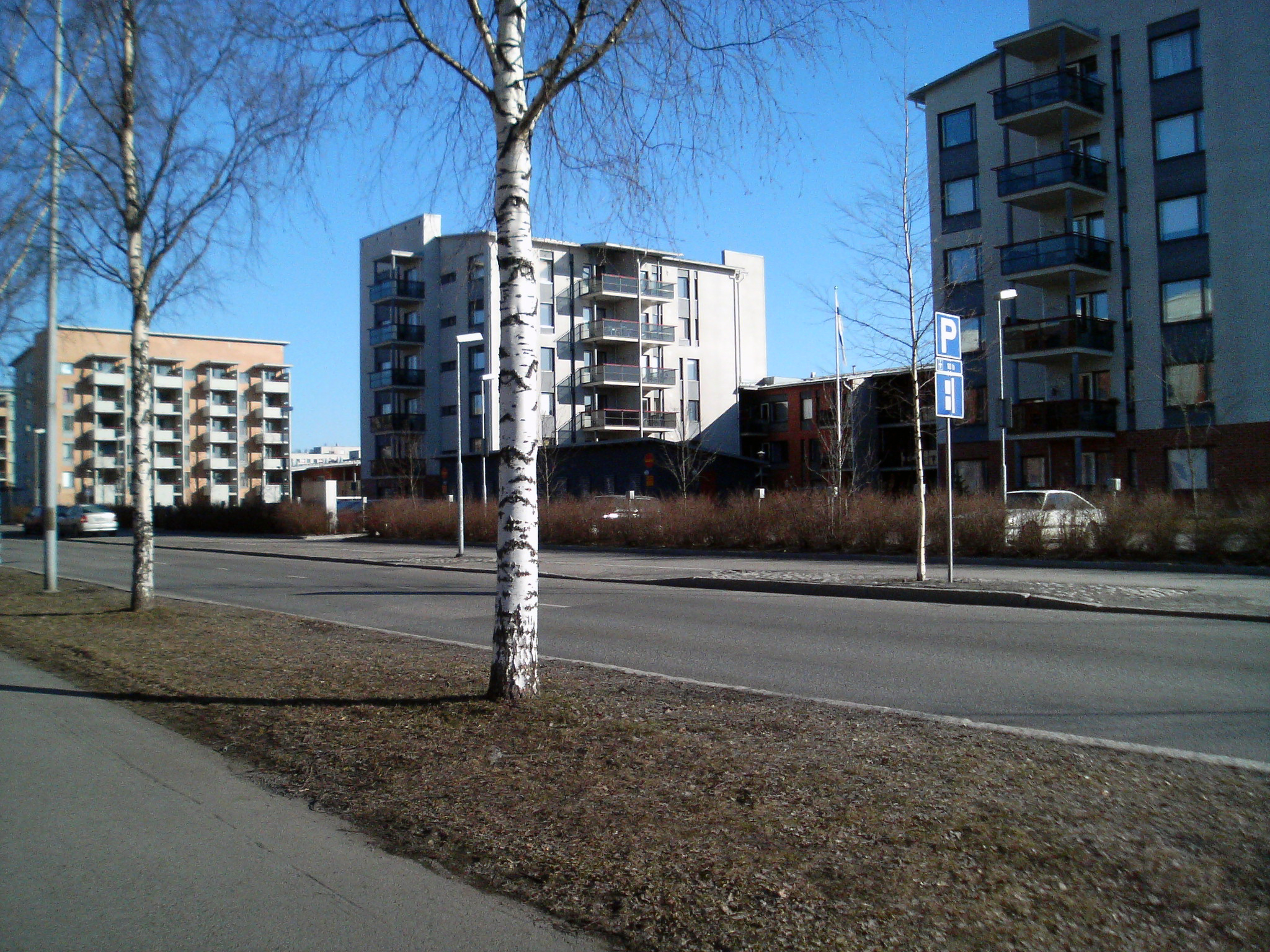
Hervanta

Hervanta är en stadsdel i sydöstra Tammerfors med 22 798 invånare (2009). Den är belägen cirka 8 km från Tammerfors centrum och kännetecknas av en hög andel flerbostadshus. Tammerfors tekniska universitet ligger här och många av Hervantas invånare är studerande. I Hervanta finns också Hervanta kyrka samt Hervanta vattentorn. Byggandet av en spårvägslinje till stadsdelen från centrala Tammerfors pågår och tas i bruk 2021.
Hervanta centrum har ritats av Reima och Raili Pietilä 1989. De har också ritat Hervanta kyrka.

## Bildgalleri

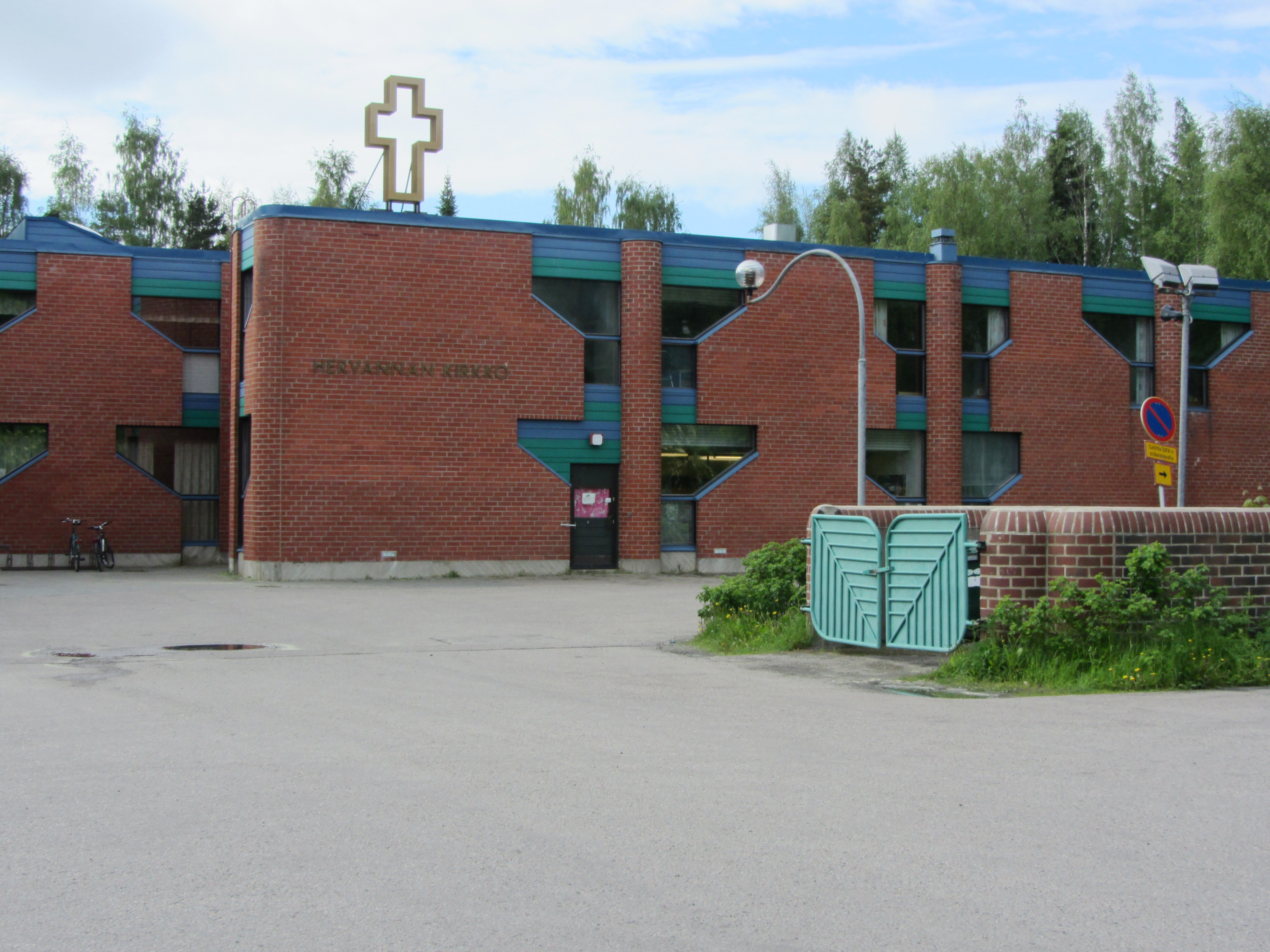
Hervanta kyrka
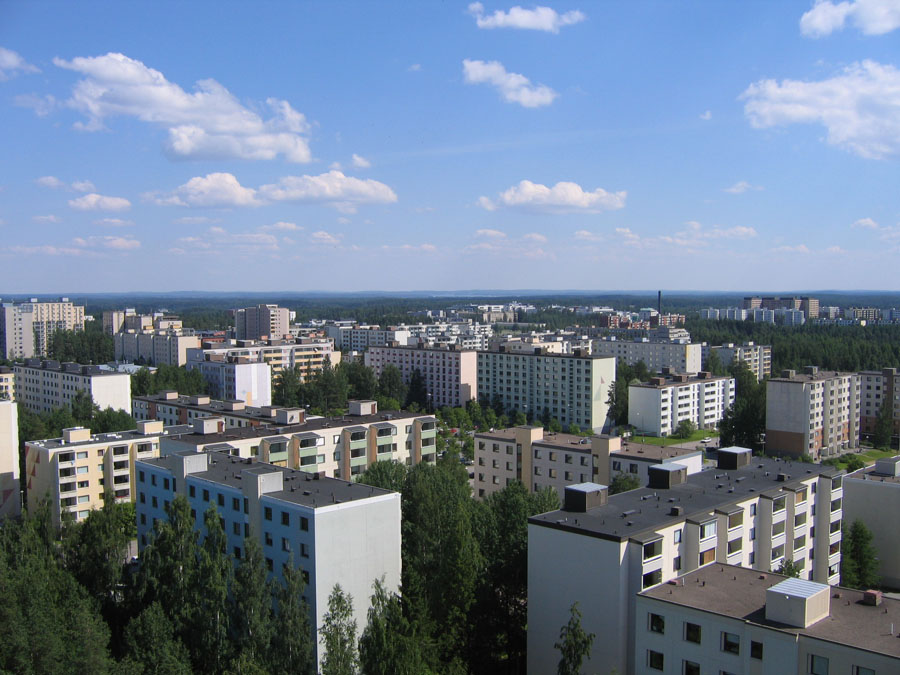
Flerbostadshus i Hervanta
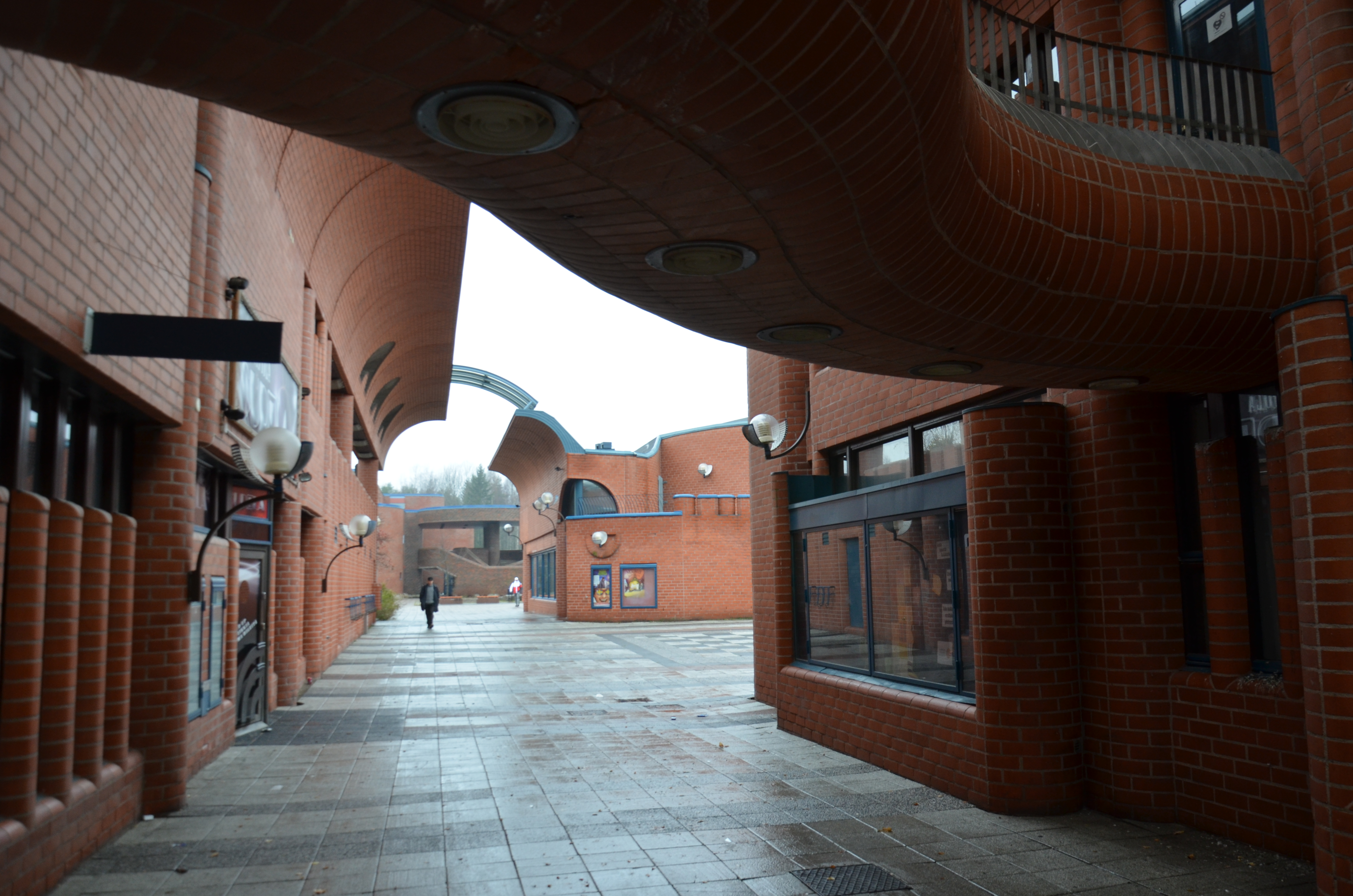
Hervanta centrum
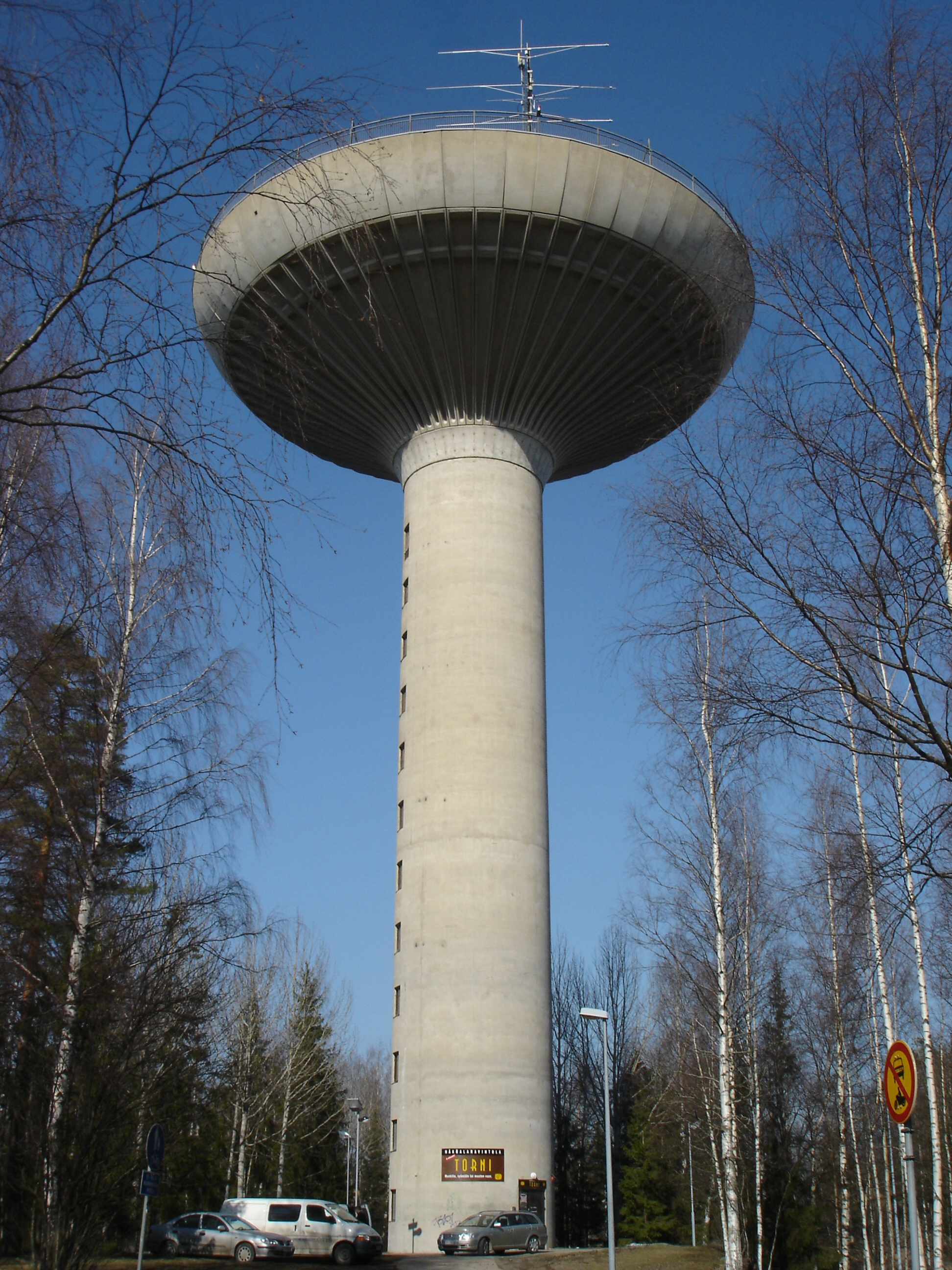
Hervanta vattentorn
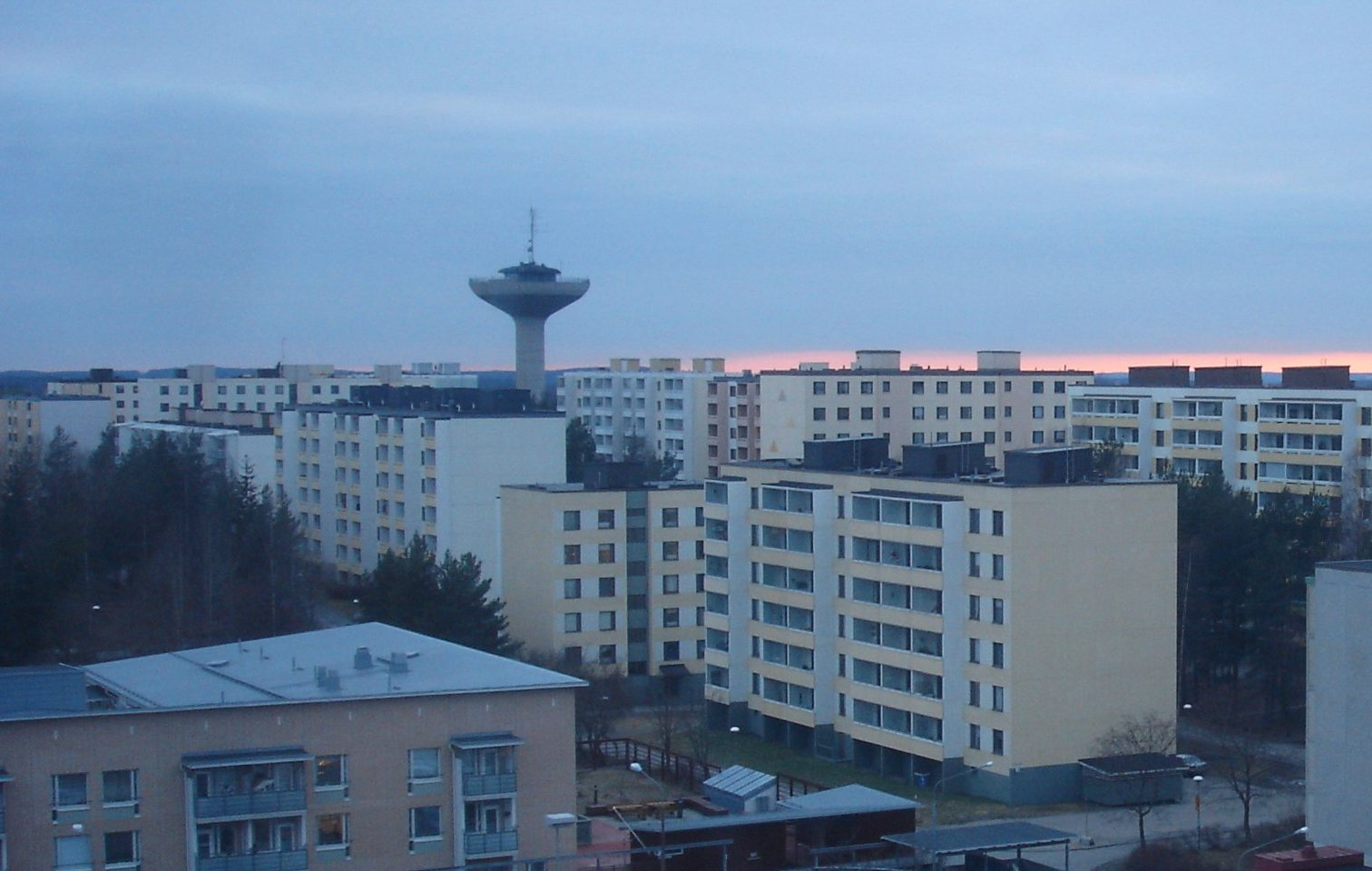
Hervanta vattentorn och närliggande bebyggelse
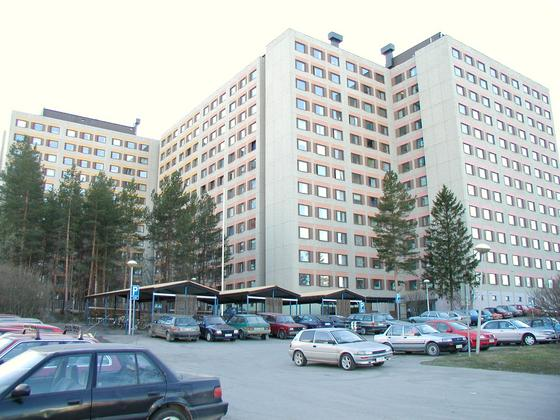
Studentbostadshuset Mikontalo